# Phare de Meloria (sud)
Le phare de Meloria (sud) (en italien : Faro meridionale della Meloria) est un phare actif situé au sud des bas-fonds de Meloria faisant partie du territoire de la commune de Livourne (province de Livourne), dans la région de Toscane en Italie. Il est géré par la Marina Militare.

## Histoire
Un premier phare, une tour métallique de 20 m de haut, a remplacé la Tour de la Meloria désactivée en 1867. Le phare actuel, mis en service en 1950, est situé à l'extrémité sud de Meloria, près de l'ancienne tour de Meloria, à environ 6 km au large de Livourne. Il est entièrement automatisé et alimenté par des panneaux photovoltaïques.

## Description
Le phare  est une tour cylindrique en maçonnerie de 17 m de haut, avec galerie et lanterne. La tour est peinte en noir et jaune et le dôme de la lanterne est gris métallique. Il émet, à une hauteur focale de 18 m, six brefs éclats blancs puis un long éclat blanc toutes les 10 secondes. Sa portée est de 10 milles nautiques (environ 19 km).
Identifiant : ARLHS : ITA-291 ; EF-1888 - Amirauté : E1348 - NGA : 7876 .
|               |
| Meloria (sud) |

|                     |
| Torre della Meloria |

### Lien connexe
- Liste des phares de l'Italie